# Файнштейн Абрам Самійлович
Абрам Самійлович Файнштейн (1891, Кишинів, Бессарабська губернія — 1981, Москва, СРСР) — радянський учений-хімік і державний діяч, торгпред РРФСР і УРСР в Італії(1921—1922), керівник лабораторії неметалів ОКБ А. М. Туполєва. Спеціаліст в області застосування неметалічних конструкцій в авіації.

## Життєпис
Соціал-демократ. У 1914 році закінчив фізико-математичний факультет Університету Нансі (Франція). Служив рядовим на російсько-німецькому фронті в Першу світову війну, нагороджений солдатським Георгіївським хрестом. Після Жовтневої революції вступив в РКП(б). З 1920 року працював в  Народному комісаріаті зовнішньої торгівлі РРФСР. У 1920 році був призначений уповноваженим НКЗТ РРФСР у Швеції, звідки зі спеціальною місією був відряджений в Берлін, з метою відкрити банк для зовнішньої торгівлі. У 1922 році був призначений уповноваженим зовнішньої торгівлі РРФСР в Італії. До березня 1923 року обіймав посаду торгпреда РРФСР в Італії. На 1925 рік продовжував службу в НКЗТ СРСР, займаючи посаду заступника начальника Управління регулювання. На 1936 рік обіймав посаду заступника торгпреда СРСР в Німеччині.
Після завершення служби в НКЗТ СРСР був переведений заступником начальника в управління Главпластмасс Наркомтяжпрома, одночасно працював начальником Карболіт-ладу (1935—1937). За часів репресій був арештований, 31 травня 1940 засуджений за ст. 58-1а-58-7-11 до 10 років таборів. Надалі був переведений до в'язниці-інституту ЦКБ-29. Як фахівець суміжних дисциплін трудився в числі групи талановитих інженерів.
|  | ...Абрам Самойлович Файнштейн був нашим торгпредом в Італії і сидів не як член «російсько-фашистської партії», а як «фашистський шпигун». В ЦКБ-29 він потрапив, оскільки був, крім того, ще чудовим хіміком, фахівцем з бакелітом і плексигласу. У вільний час він випилював відмінні гребінці, так його і звали: Головний конструктор гребінців ... |

 Виконав ряд робіт по замінників металів пластмасами, організував і забезпечив виробництво цих деталей для літаків ТУ-2. Займався питаннями формування органічного скла, розробкою герметика і технології герметизації кабін, працював над створенням конструкції паливних протектірованних баків.
18 серпня 1943 року його було звільнено і призначено завідувачем лабораторії неметалів у конструкторське бюро  А. М. Туполєва Забезпечив впровадження на пасажирських і військових літаках марки «Ту» протиоколювальних електротермічних пристроїв, з електроопалювальним склінням пілотських кабін, потужних радіосистем та інших установок. Під його керівництвом були відпрацьовані матеріали і технології для виготовлення блістерів для важких швидкісних літаків з герметичними кабінами, радіопрозорих матеріали для антен БРЕО, полегшені гумові паливні баки, матеріали і методи для герметизації швидкісних і надзвукових літаків, нові теплостійкі матеріали і герметики для СПС Ту-144 . Особливістю його діяльності стала розробка в другій половині 1950-х років матеріалів та методів захисту екіпажу і обладнання від радіоактивного випромінювання експериментальної літаючої лабораторії з ядерною силовою установкою Ту-95ЛАЛ, що проходила льотні випробування на початку 1960-х років з працюючим авіаційним ядерним реактором.

## Нагороди та відзнаки
- Сталінська премія третього ступеня (1949) — за розробку і впровадження в промисловість універсального клею пластмас